# الدوري الشمالي الممتاز
الدوري الشمالي الممتاز (بالإنجليزية: Northern Premier League)‏ هو دوري كرة قدم إنجليزي تأسس عام 1968، يحتوب على أربعة أقسام: القسم الأول (هو المستوى 7 من نظام الدوري الإنجليزي لكرة القدم)، القسم الأول الشرقي، القسم الأول الغربي، القسم الأول ميدلاندز (وهو المستوى 8 من نظام الدوري الإنجليزي). يغطي الدوري جغرافيًا جميع شمال إنجلترا والمناطق الشمالية / الوسطى من ميدلاندز، والأجزاء الغربية من شرق أنجليا.